# Raguvėlė
Raguvėlė – wieś na Litwie, w okręgu uciańskim, w rejonie oniksztyńskim, w gminie Traszkuny.
Według danych ze spisu powszechnego w 2001 roku we wsi mieszkało 398 osób. Według danych z 2011 roku wieś była zamieszkiwana przez 314 osób – 176 kobiet i 138 mężczyzn.
We wsi urodził się Władysław Komar.

## Zabytki
- We wsi znajduje się pałac należący dawniej do polskiej rodziny Komarów.
- Kościół św. Szczepana w Rogówku

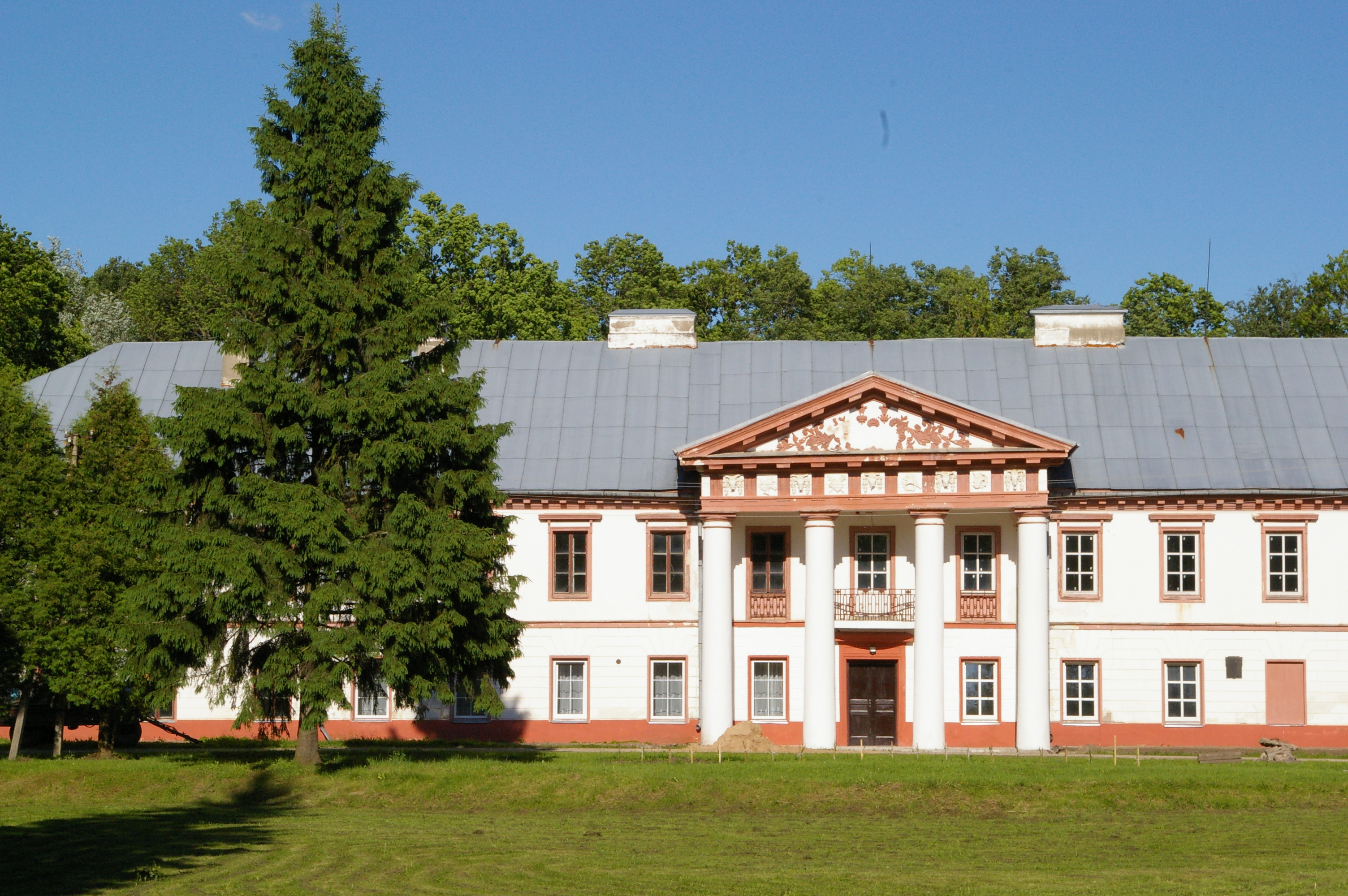
Pałac Komarów
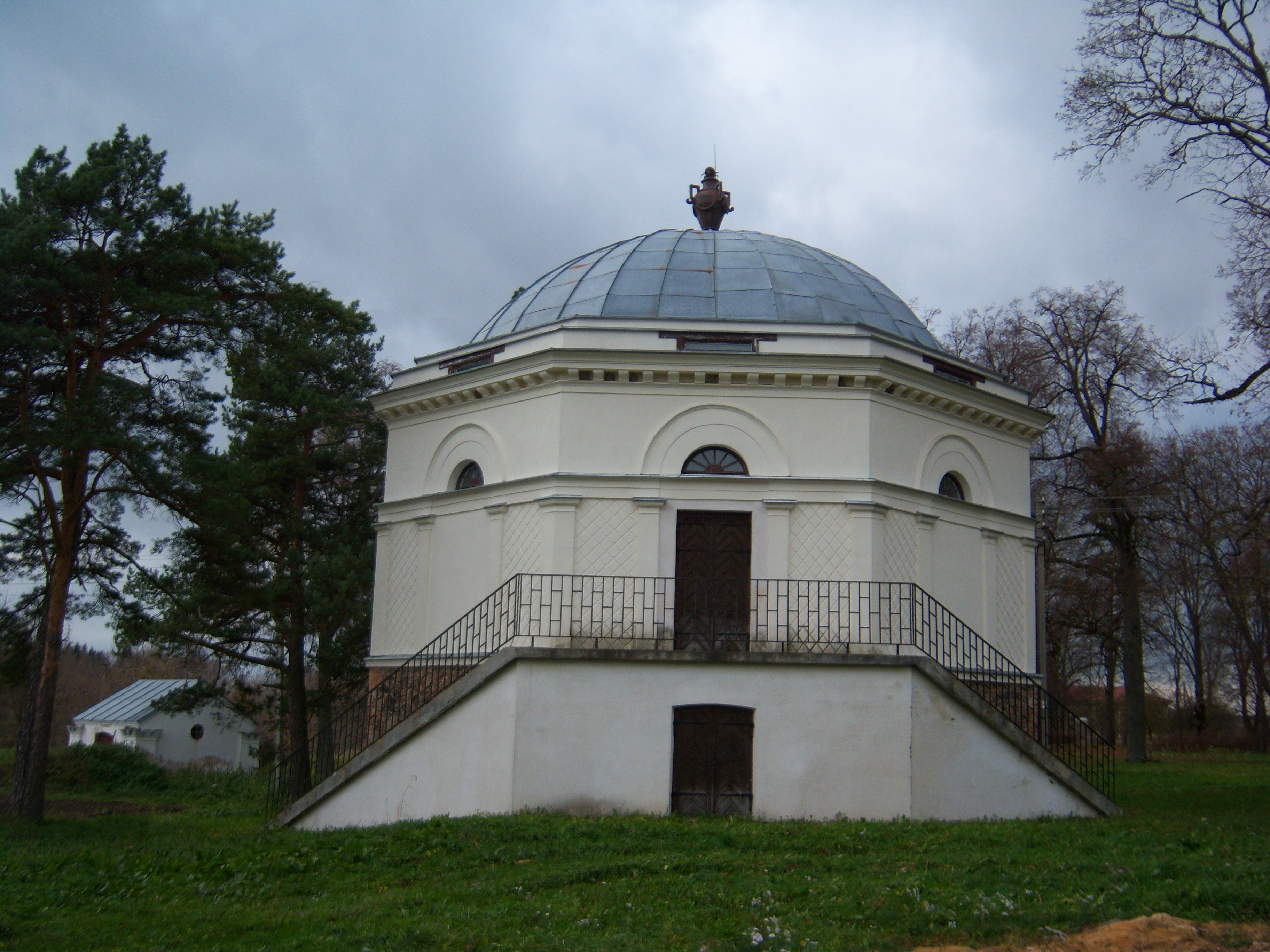
Świrzeń (spichlerz) przy pałacu
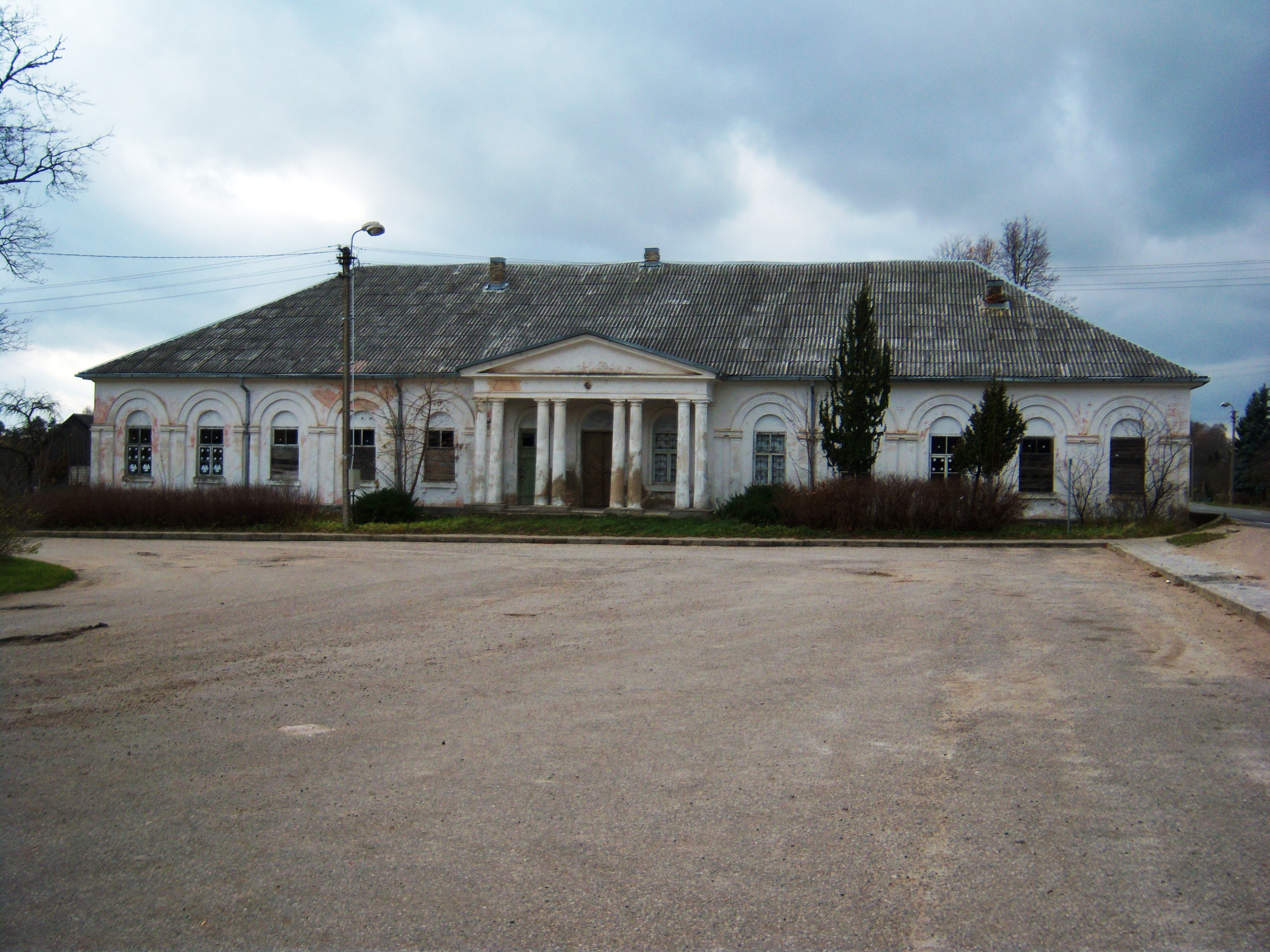
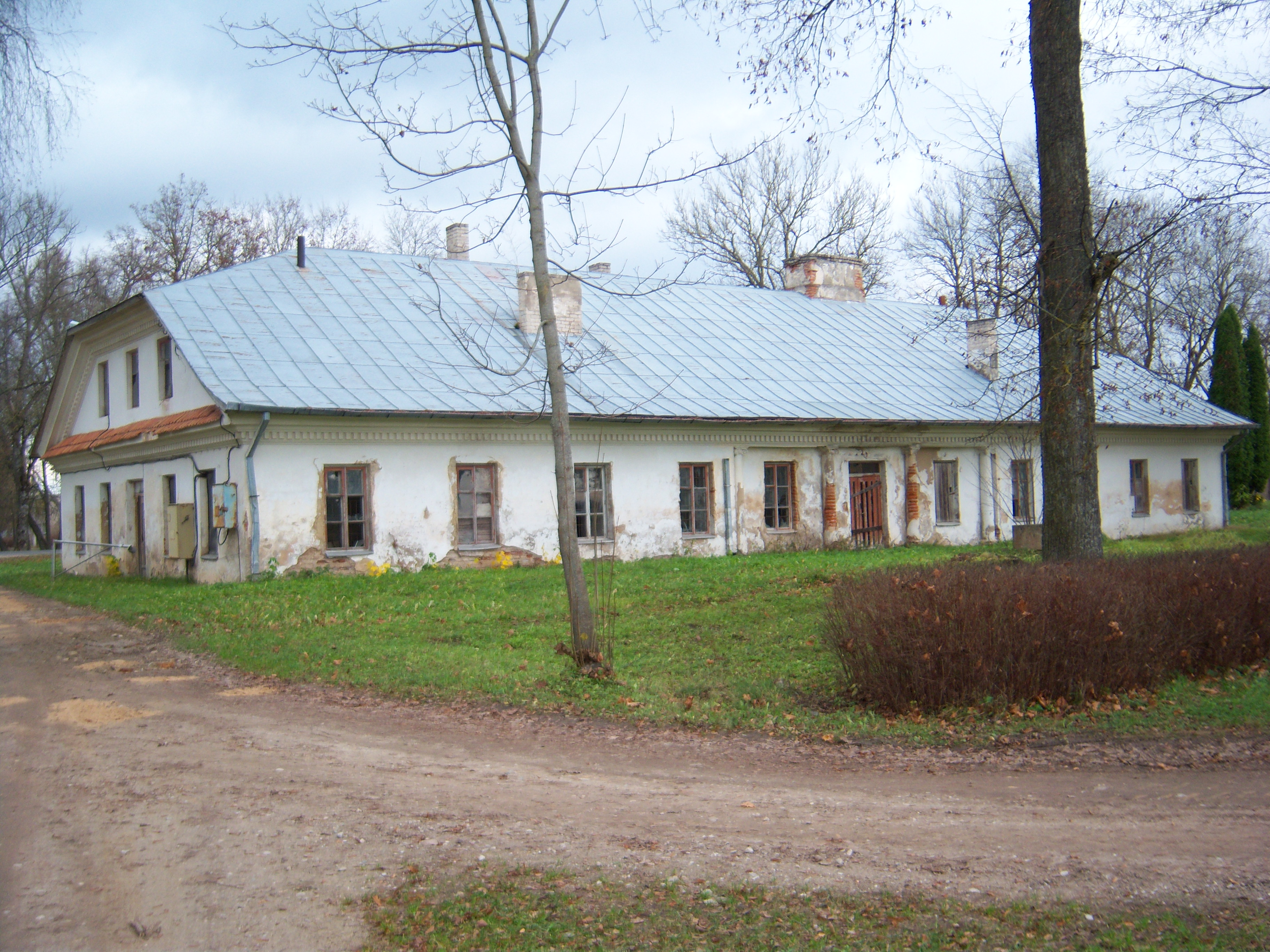
Oficyna
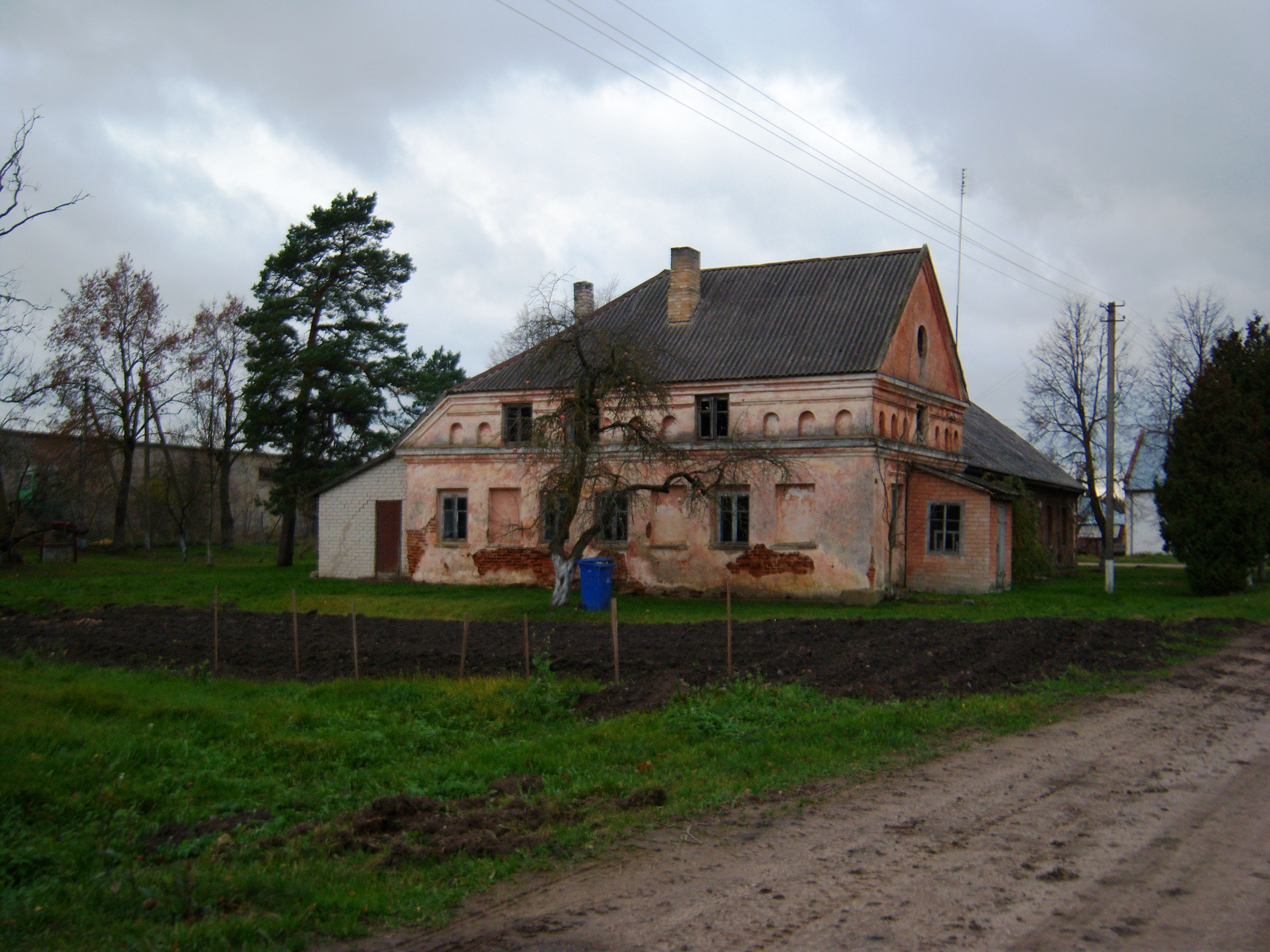